# ST Cephei
ST Cephei (ST Cep) es una estrella variable en la constelación de Cefeo de magnitud aparente media +7,84.

## Distancia
ST Cephei es una estrella muy alejada del sistema solar, cuya paralaje no fue medida por el satélite Hipparcos.
Su pertenencia a la asociación estelar Cepheus OB2-B permite estimar su distancia en 830 pársecs o 2715 años luz.

## Características
ST Cephei es una supergigante roja de tipo espectral M3I —anteriormente catalogada como M2I— con una temperatura efectiva de 3600 K.
Es una supergigante de gran tamaño, con un diámetro, calculado a partir de modelos teóricos, unas 290 veces más grande que el diámetro solar; otro estudio, sin embargo, reduce esta cifra a 175 radios solares.
Considerando un radio intermedio entre ambos valores, si se hallase en el lugar del Sol, su superficie se extendería hasta la órbita terrestre.
Pese a ello, su tamaño queda lejos de las dos conocidas hipergigantes en esta constelación, μ Cephei y VV Cephei.
La luminosidad bolométrica de ST Cephei es 8400 veces superior a la del Sol.
Posee una masa 9 veces mayor masas solares, en el límite a partir del cual las estrellas finalizan su vida explosionando como supernovas.
Como otras supergigantes análogas, pierde masa; su pérdida de masa estelar —en forma de polvo, ya que el gas atómico y molecular no ha podido ser evaluado— se cuantifica en 2,5 × 10-9 masas solares por año.
Catalogada como una estrella variable irregular LC, el brillo de ST Cephei varía cerca de dos magnitudes, sin que se haya reconocido período alguno.